# Astracantha louisii
Astracantha louisii là một loài thực vật có hoa trong họ Đậu. Loài này được (J. Thiebaut) Podl. miêu tả khoa học đầu tiên năm 1983.